# Gioia Arismendi
Gioia Denise Arismendi Lombardini, còn được biết đến với cái tên Gioia Arismendi, cô sinh vào ngày 5 tháng 1 năm 1984 tại Caracas, Venezuela, là một nữ diễn viên và người mẫu người Venezuela.

## Tiểu sử
Arismendi lớn lên trong một gia đình nghệ sĩ. Mẹ của Gioia Lombardini là một nữ diễn viên quen thuộc với truyền hình Venezuela, cha của cô là một nhà báo trong khi chị gái cô là một tiểu thuyết gia. Ngay từ nhỏ, Arismendi đã rất yêu thích kịch và diễn xuất. Tuy nhiên, cha cô đã khuyến khích cô học xong cấp trung học trước khi cô có thể tiếp tục theo đuổi nghề diễn xuất. Sau khi hoàn tất chương trình trung học tại San Agustín Codazzi, cô đăng ký khóa học Cử nhân Nghệ thuật tại Đại học Trung tâm Venezuela.

## Bắt đầu sự nghiệp
Arismendi đã học diễn xuất tại Taller de Teatro Luz Columbiaa dưới sự hướng dẫn của giáo sư Nelson Orteaga, người chịu trách nhiệm phát triển sự nghiệp của các diễn viên RCTV khác nhau. Lần xuất hiện trên truyền hình đầu tiên của cô là vào năm 1992 trong telenovela Las dos Dianas. Kể từ đó, cô đã tham gia vào một số bộ phim truyền hình RCTV như Divina obsesión, Mis 3 Hermanas, Juana la virgen, La cuaima và Camaelona.
Vào năm 2008, cô gia nhập Venevisión để tham gia telenovela Torrente trong vai Maruja Briceño.
Vào năm 2011, cô là một phần trong dàn diễn viên của telenovela Natalia del Mar trong vai Candy.

## Telenovelas
- Amor Secreto (2015) - Paula Guerrero
- Las Bandidas (2013) - Marta Romero
- Natalia del Mar (2011) - Candy Romero
- Torrente (2008) - Maruja Briceño Mendizábal
- Por todo lo alto (2006)
- Amantes (2005)
- Juana la virgen (2002) - Lili
- Mis 3 Hermanas (2000)
- Divina obsesión (1992)
- Las dos Dianas (1992) - Dianita niña

## Rạp hát
- Malos Entendidos [4] (2014)